# Instytut Pamięci Narodowej

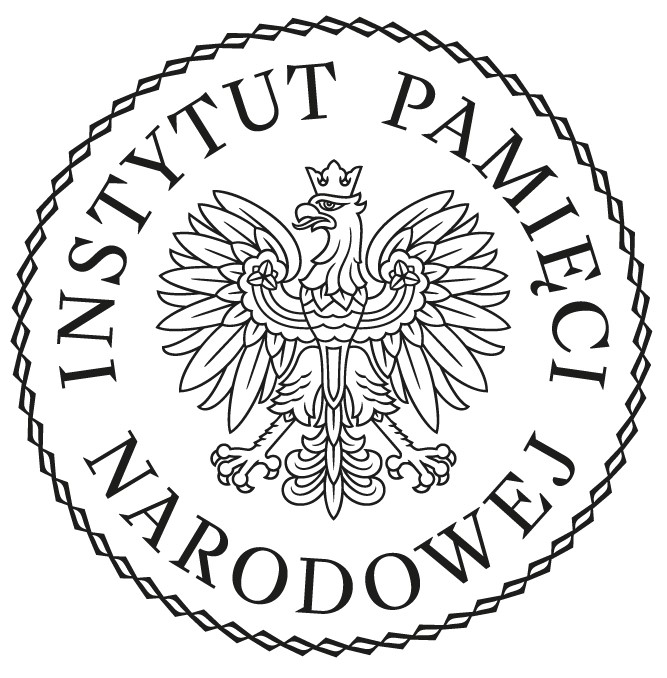
Emblem des IPN

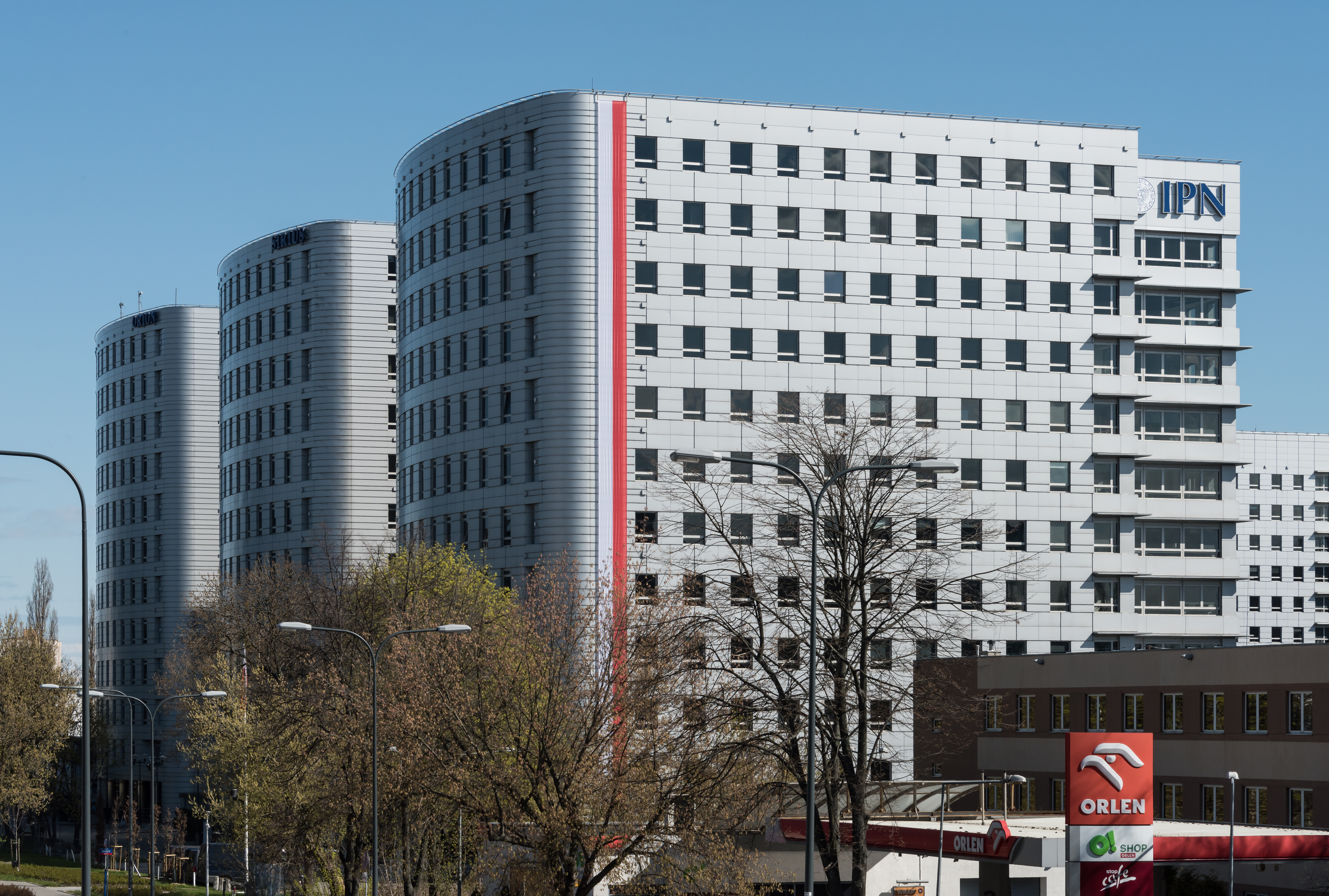
Hauptsitz des IPN in Warschau

Das Institut für Nationales Gedenken (polnisch Instytut Pamięci Narodowej, IPN) ist eine polnische staatliche Einrichtung, deren Aufgabe vor allem in der Archivierung und Verwaltung von Dokumenten über Vergehen besteht, die im Zweiten Weltkrieg von deutschen und sowjetischen Besatzern an polnischen Staatsbürgern sowie in der Zeit der Volksrepublik Polen von dem Regime an polnischen Staatsbürgern unabhängig ihrer nationalen Optionen begangen wurden.

## Aufgaben
Dem IPN obliegt insbesondere die Verwaltung und Auswertung der Akten der kommunistisch-polnischen Nachrichtendienste – Urząd Bezpieczeństwa (UB, Sicherheitsamt), ab 1956 Służba Bezpieczeństwa (SB, Sicherheitsdienst) und vergleichbarer Stellen im Zeitraum von der Gründung des Lubliner Komitees am 21. Juli 1944 bis Ende 1989. Da der Umgang mit der kommunistischen Vergangenheit und insbesondere mit den Akten aus dieser Zeit in Polen bis heute umstritten ist, ist das IPN immer wieder Gegenstand kontroverser Diskussionen.
Von seinen Aufgaben und seiner öffentlichen Stellung her ist das IPN bedingt mit der Behörde des Bundesbeauftragten für die Unterlagen des Staatssicherheitsdienstes der ehemaligen Deutschen Demokratischen Republik vergleichbar. Allerdings ist die Struktur des IPN viel größer und komplexer; so betreibt es neben der Zentrale in der Hauptstadt Warschau zahlreiche Außenstellen. Außerdem hat es neben der Verwaltung von Aktenbeständen zwei weitere große Aufgabenbereiche: politische Bildung und Durchführung staatsanwaltschaftlicher Ermittlungen zu nationalsozialistischen und kommunistischen Verbrechen in Polen. Diese Aufgabenverteilung spiegelt sich in der organisatorischen Struktur des IPN wider. Es besteht aus:
- der Hauptkommission zur Strafverfolgung von Verbrechen gegen das Polnische Volk (Główna Komisja Ścigania Zbrodni przeciwko Narodowi Polskiemu),
- dem Büro für die Freigabe und die Archivierung von Dokumenten (Biuro Udostępniania i Archiwizacji Dokumentów),
- dem Büro für öffentliche Bildung (Biuro Edukacji Publicznej).

Geleitet wird das IPN von einem Vorsitzenden, der vom Sejm mit Zustimmung des Senats jeweils für fünf Jahre gewählt wird. Der Vorsitzende ist in seiner Arbeit nicht an Weisungen von Legislative oder Exekutive gebunden. Erster Vorsitzender (bis 2005) war der Historiker Leon Kieres. Sein Nachfolger wurde Janusz Kurtyka, welcher jedoch beim Flugunfall von Smolensk 2010 ums Leben kam. Als Nachfolger wurde Łukasz Kamiński berufen. Auf ihn folgten Jarosław Szarek und der spätere polnische Staatspräsident Karol Nawrocki.
Das IPN verleiht regelmäßig den Kulturpreis „Zeuge der Geschichte“.

## Geschichte
Das IPN wurde in seiner jetzigen Form durch ein am 18. Dezember 1998 verabschiedetes und zum 1. Januar 1999 in Kraft getretenes Gesetz gegründet. Die Geschichte seiner Vorgängerinstitutionen lässt sich jedoch bis 1945 zurückverfolgen: Damals wurde die „Hauptkommission für die Erforschung deutscher (ab 1949: nationalsozialistischer) Verbrechen in Polen“ (Główna Komisja Badania Zbrodni Niemieckich bzw. Hitlerowskich w Polsce) gegründet, die umfangreiche Archivalien aus der Zeit der deutschen Besatzung sammelte und verwaltete und Material für Prozesse gegen NS-Kriegsverbrecher bereitstellte. Die Zusammenarbeit mit der Zentralen Stelle in Ludwigsburg bestand in gegenseitigen Rechtshilfeersuchen auch schon vor der Aufnahme diplomatischer Beziehungen beider Staaten mit dem Warschauer Vertrag 1970.
1984 erfolgte eine weitere Namensänderung – angehängt wurde die Bezeichnung Instytut Pamięci Narodowej.
Nach der Wende 1989/1990 wurde der Aufgabenbereich der Kommission um stalinistische Verbrechen erweitert und ihr Name dementsprechend zu „Hauptkommission zur Erforschung von Verbrechen gegen das Polnische Volk“ (poln. vollständig Główna Komisja Badania Zbrodni przeciwko Narodowi Polskiemu – Instytut Pamięci Narodowej) erweitert.
Mit dem Gesetz von 1998/99 wurde die wissenschaftliche und juristische Tätigkeit auf eine neue Grundlage gestellt und historische Bildungsarbeit als dritter Aufgabenbereich hinzugefügt. Gleichzeitig erfolgte eine weitere Umbenennung in „Institut für Nationales Gedenken – Kommission zur Strafverfolgung von Verbrechen gegen das Polnische Volk“ (Instytut Pamięci Narodowej – Komisja Ścigania Zbrodni przeciwko Narodowi Polskiemu), im allgemeinen Sprachgebrauch meist mit der Abkürzung IPN bezeichnet.
Der deutsche Name „Institut für Nationales Gedenken“ ist die Eigenübersetzung. Pamięć bedeutet jedoch auch „Erinnerung“ oder „Gedächtnis“. Tatsächlich wäre „Institut für Nationales Gedächtnis“ eine passendere Übersetzung, da das deutsche Wort „Gedächtnis“ ähnlich wie pamięć sowohl als Speicherort für Informationen als auch als „Gedenken“ interpretiert werden kann. Außerdem ist es zumindest implizite Aufgabe des IPN, nicht nur pietätvolles Gedenken zu organisieren, sondern auch im Sinne einer „Gedächtnispolitik“ auf die öffentliche Meinung einzuwirken, wie aus der Präambel des Gesetzes über das IPN hervorgeht. Aus dieser Gemengelage von juristischem, wissenschaftlichem und politischem Erkenntnisinteresse resultiert, dass das IPN immer wieder in Kontroversen verwickelt wurde.
In die öffentliche Diskussion geriet das IPN erstmals 2001 im Zusammenhang mit dem 1941 von Polen an jüdischen Bürgern begangenen Massaker von Jedwabne, zu dem es einen Untersuchungsbericht vorlegen musste.
Im Februar 2005 stand das IPN erneut im Zentrum des öffentlichen Interesses, nachdem vertrauliche interne Dateien mit den Namen von 240.000 mutmaßlichen ehemaligen inoffiziellen Mitarbeitern und Opfern des polnischen Stasi-Gegenstücks Służba Bezpieczeństwa unter ungeklärten Umständen in den Besitz des anschließend entlassenen Mitarbeiters der Zeitung Rzeczpospolita – Bronisław Wildstein gelangten, der diese an Kollegen weitergab.
Aus den erhaltenen schriftlichen Quellen ließ das IPN eine Datenbank erarbeiten, die 9686 SS-Männer verzeichnet, die im KZ Auschwitz eingesetzt waren. Im Januar 2017 wurde der Zugang zur Datenbank im Internet freigeschaltet. Die Einträge lassen sich u. a. nach Namen durchsuchen.
Die Änderung zum Gesetz über das Institut für nationales Gedenken (IPN) vom 6. Februar 2018 regelt den Diskurs über die deutsche Besatzungszeit (außerdem zu ukrainischem Nationalismus). Öffentliche Äußerungen (ausgenommen sind Wissenschaft und Kunst) können mit Strafen bis zu drei Jahren geahndet werden, wenn damit Polen „faktenwidrig die Verantwortung oder Mitverantwortung für Verbrechen“ zugeschrieben werden soll, „die durch das Dritte Deutsche Reich begangen wurden“. Das Gesetz zielt hauptsächlich auf die Verwendung von Begriffen wie „polnische Todeslager“. Den Kampf dagegen sieht das IPN als besonders wichtige Aufgabe an. National wie international kritisiert wird, dass auch Informationen und Recherchen zu tatsächlichen Kollaborationen von Polen mit den Nationalsozialisten und zu antisemitischen Gewalttaten durch die polnische Bevölkerung zensiert werden könnten.